# Úřad OSN pro vesmírné záležitosti
Úřad OSN pro vesmírné záležitosti (anglicky United Nations Office for Outer Space Affairs, UNOOSA) je specializovaná složka Organizace spojených národů (OSN) dohlížející na využití vesmíru. UNOOSA je tedy úřadem OSN odpovědným za podporu mezinárodní spolupráce v mírovém využití vesmíru. Organizace sídlí ve Vídni v Rakousku.
UNOOSA slouží jako všeobecné shromaždiště pro programy, které se zaobírají právě mírovým využitím a mezinárodní spoluprací. Výbor, který má tuto část přímo na starost, se nazývá Výbor pro mírové využití vesmíru (opět z anglického originálu Committee on the Peaceful Uses of Outer Space, ve zkratce UNCOPUOS, první dvě písmena značí anglický název Organizace spojených národů/United Nations). Výbor se skládá ze dvou podvýborů a to z technicko-vědeckého a právního.
Úřad OSN pro kosmické záležitosti naplňuje každodenní agendu vztahující se k využívání kosmického prostoru uvnitř OSN. Činnost UNOOSA se člení mezi Sekci poskytující služby a výzkum pro potřeby Výboru OSN pro mírové využívání kosmického prostoru a Sekci pro kosmické aplikace. Provádění přijatých rozhodnutí Výboru OSN pro mírové využívání kosmického prostoru zajišťuje Sekce poskytující služby a výzkum pro potřeby Výboru OSN pro mírové využívání kosmického prostoru(dále jen jako Sekce).
Kromě provádění přijatých rozhodnutí v Výboru OSN pro mírové využívání kosmického prostoru se pracovníci Sekce podílí na přípravě materiálů pro další jednání Výboru OSN pro mírové využívání kosmického prostoru a jeho podvýborů. Pracovníci Sekce rovněž vypracovávají odborné zprávy či výzkumné studie, které jsou následně předloženy na jednání UNCOPUOS a jeho jednotlivých podvýborů. Do současnosti bylo přitom vypracováno několik desítek odborných studií v rámci činnosti Úřadu OSN pro kosmické záležitosti zaměřujících se na různá témata související s využíváním a objevováním kosmického prostoru včetně praktických aplikací kosmických technologií či témat vztahujících se k mezinárodnímu právu kosmického prostoru.

## Zastoupení Československa
Mezi emeritními řediteli UNOOSA jsou také dva občané Československa. Jako první zastával funkci ředitele UNOOSA Luboš Perek v období let 1976–1981. Během svého působení vypracoval odbornou studii O vzájemných vztazích kosmických misí, v níž jako první upozornil na problém kosmického odpadu v OSN. Na přelomu nového tisíciletí přispěl k rozřešení sporu o povaze geostacionární dráhy, když ve vědecko-technickém podvýboru předložil návrh považující geostacionární dráhu za součást kosmického prostoru.
Druhým občanem Československa, který zastával funkci ředitele UNOOSA v letech 1983–1989, byl mezinárodní právník Vladimír Kopal.